# Русских, Леонид Валентинович
Леони́д Валенти́нович Ру́сских (27 мая 1973 — 6 сентября 2002; похоронен в Новосибирске) — старший прапорщик милиции, участник Осетино-ингушского конфликта, Первой и Второй чеченской войн, Герой Российской Федерации (2003, посмертно).

## Биография
Родился 27 мая 1973 года в городе Карасук Новосибирской области. Русский.
В 1974 году вместе с мамой переехал в село Хорошее Карасукского района к своей бабушке. В 1990 году окончил Хорошенскую среднюю школу, и поступил в железнодорожное профессионально-техническое училище.
В 1991—1993 годах проходил срочную службу в морских частях Пограничных войск.
В августе 1993 года поступил на службу в роту патрульно-постовой службы Первомайского РУВД Новосибирска. За период службы шесть раз выезжал в командировки в зоны боевых действий на Северном Кавказе дважды в Осетию и четырежды в Чечню.
Участник осетино-ингушского конфликта (в июле — августе 1994 и в январе — феврале 1995 годов). Участник первой чеченской войны (в сентябре — октябре 1995 и в сентябре — ноябре 1996 годов) и второй чеченской войны (в марте — июне 2000 года и с августа 2002 года).
6 сентября 2002 года принимал участие в спецоперации в Итум-Калинском районе Чечни. При возвращении с операции УАЗ с милиционерами попал в засаду, Леонид Русских был ранен, но открыл ответный огонь, выбил прикладом заклинившую от взрыва дверцу, получив ещё одно осколочное ранение, и помогал покинуть горящий автомобиль раненным товарищам. Прикрыл огнём вынос в укрытие раненного офицера, и погиб от пули снайпера.
Похоронен на Инском (Первомайском) кладбище в Новосибирске.
Указом Президента Российской Федерации № 269 от 4 марта 2003 года за мужество и героизм, проявленные при выполнении служебного долга в Северо-Кавказском регионе, старшему прапорщику милиции Русских Леониду Валентиновичу посмертно присвоено звание Героя Российской Федерации; медаль «Золотая звезда» (№ 781) была вручена его вдове заместителем министра внутренних дел Александром Чекалиным.

## Признание и память
Награждён медалью ордена «За заслуги перед Отечеством» 2-й степени с изображением мечей, медалью «За отличие в охране общественного порядка».
В 2002 году в краеведческом музее Хорошинской средней школы появилась экспозиция «Богатырь родной Руси», посвящённая выпускнику школы, Герою России Леониду Русских, а в 2003 году на здании была установлена мемориальная доска в память о Герое, на базе школы создано военно-патриотическое объединение его имени, проводятся спартакиады, посвящённые его памяти, вышел сборник самодеятельных стихов в честь Леонида Русских.
В 2003 году в Первомайском районе Новосибирска одна из улиц была названа в честь Героя России Леонида Русских.
В сентябре 2010 года в Итум-Калинском районе Чечни прошел турнир по мини-футболу, посвященный памяти Героя России Леонида Русских.
В сквере около дома 214 по улице Первомайская (Первомайский район) установлен памятник в честь Героя России Русских Леонида Валентиновича на котором высечены слова Суворова «Мужественные подвиги достовернее слов».

## Семья
Мать — гардеробщица Валентина Петровна Отрешко, брат Евгений (служит в МВД), жена — Ольга Александровна Русских, сын.